# PGC 3368365
LEDA/PGC 3368365 ist eine Galaxie im Sternbild Walfisch südlich der Ekliptik. Sie ist schätzungsweise 183 Mio. Lichtjahre von der Milchstraße entfernt. Gemeinsam mit NGC 217 bildet sie ein interaktives Galaxienpaar.

Im selben Himmelsareal befindet sich u. a. die Galaxie NGC 195.